# Chionoloma bartramii
Chionoloma bartramii là một loài Rêu trong họ Pottiaceae. Loài này được (Thér. ex E.B. Bartram) M. Menzel mô tả khoa học đầu tiên năm 1992.